# Nazionale maschile di calcio del Vietnam del Sud
La nazionale di calcio del Vietnam del Sud (in vietnamita Đội tuyển bóng đá quốc gia Việt Nam Cộng hòa) fu la rappresentativa calcistica dell'omonimo paese tra il 1949 e il 1975.
La squadra si qualificò per la fase finale delle prime due Coppe d'Asia finendo al quarto posto in entrambe le occasioni. Cessò poi di esistere nel 1975 quando Sud e Nord Vietnam si unificarono in un'unica nazione, formando la Repubblica Socialista del Vietnam.

## Partecipazioni ai campionati mondiale di calcio
- 1950 - Non partecipante
- 1954 - Iscrizione rigettata dalla FIFA
- Dal 1958 al 1970 - Non partecipante
- 1974 - Non qualificata

## Partecipazioni alla Coppa d'Asia
- 1956 - 4º posto
- 1960 - 4º posto
- Dal 1964 al 1968 - Non qualificata
- 1972 - Ritirata
- 1976 - Non qualificata